# 許留山
許留山（きょりゅうざん、広東語：ホイラウサーン、英語：Hui Lau Shan）は、香港最大のスイーツチェーン店であった。
亀ゼリーやマンゴーなどのフルーツを使ったスイーツと飲料で知られていたが、経営不振により、2021年5月26日に全店営業終了した。

## 概要

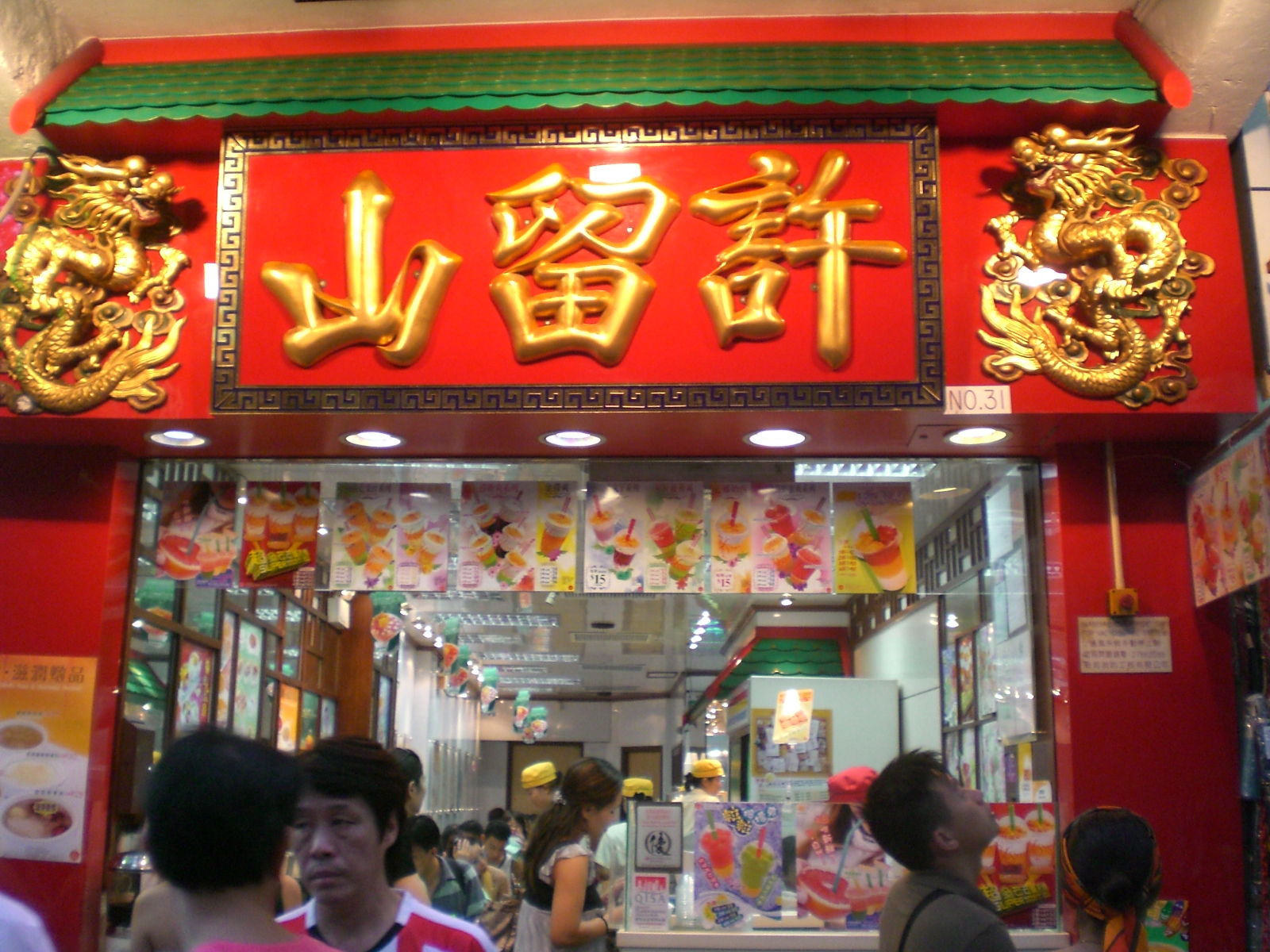
尖沙咀にある許留山の支店の一つ

許留山は、元は1950年代に新界の元朗の炮仗坊に開業した、「涼茶」（リョンチャー）と呼ばれる各種生薬を煎じた飲料や亀ゼリー（龜苓膏）を供する店であった。このような形式の店は香港では現在も数多く見られるが、他店と異なるのは、1990年代に合わせてフルーツを使ったスイーツを扱い出したことである。特に、1992年に売り出したマンゴー入りタピオカパールのスイーツ「芒果西米撈」（モンゴーサイマイロウ）が人気を呼び、これを扱う支店を香港でフランチャイズ契約によって数多く開いたことから、著名なチェーン店となった。海外にも進出しており、2017年現在では中国、マカオ、マレーシア、韓国に店舗を有していた。かつてはシンガポール、アメリカ合衆国（カリフォルニア州）にも出店していた。
香港には、もともと街頭でフレッシュジュースを絞って出す店も数多くあったが、フルーツをたっぷり使ったスイーツの店というのは珍しかった。とりわけ、新鮮なマンゴーをたっぷり使い、比較的安価に提供したこと、マンゴープリンやココナッツアイスクリームなどを使った新しい商品を開発し続けたことが、人気を博したものと考えられる。現在は、フルーツを使った飲料や餅などの軽食に近いスイーツも扱っており、店内で食べられる他、テイクアウトも可能であった。
香港の街角で容易に支店を見つけることができるため、香港人客だけでなく、日本人を含む海外からの旅行者からも人気を博していた。かつては香港国際空港の到着ロビーにも支店があった。
店名は、もともと伝統的な扁額の様式に基づいて、右から左に書かれていたが、「山留許」と誤読する人が少なくないせいか、現在は左から右に書く店舗もある。

## 閉店
許留山は、2010年代に中国本土が資本参加していたが、2019年の民主化運動の際に中国系企業と非難されたことから利用客が減少し、また台湾などから出店した同種の軽食店（小吃店と呼ばれる）に客を奪われて経営も悪化した。2020年には、家賃滞納などで債権者から破産申し立てを受けるなどした上、新型コロナウイルス流行の影響もあって経営再建を断念、2021年5月26日に事業清算を発表し、全店閉店に至った。